# Fédération italienne de football en salle
La Fédération Italienne de Football en Salle, nommée aussi avec l’acronyme F.I.F.S., est la fédération sportive qui s’occupe de promouvoir en Italie le football en salle ou futsal (l’espagnol: fútbol de salón), joué avec le Règlement de l’Association Mondiale de Futsal (AMF).
Elle organise des tournois nationaux, internationaux et des rencontres amicales pour équipes/délégations nationales et de club, des événements amateurs et des compétitions pour handicapés. De plus, elle a organisé cinq fois (de 1992 à 1996), en collaboration avec le Walt Disney Company Italie, le trophée Mickey Mouse, en plus de la Coupe méditerranéenne de futsal (masculins et handicapés) et le Mundialito Cup.
Le siège officiel est à Milan et l’actuel Président est Axel Paderni, en place depuis juillet 2009. Elle est la seule fédération sportive italienne reconnue par l’Association Mondiale de Futsal (AMF) et, donc, la seule autorisée à utiliser les marques et les logos internationaux.

## Histoire de la Fédération
En 1987, un groupe d’associés dirigé par Giovanni Conticini a fondé L’A.I.F.S (Association Italienne Football Salle). En 1988, après la reconnaissance par le Mouvement européen populaires, par acte notariale elle a changé son nom en Fédération Italienne Football Salle (F.I.F.S.) pour vouloir du nouveau Président Giovanni Caminiti. Pendant la même année, elle a été reconnue par la FIFUSA (l'organisme international de futsal, d'acronyme portugais Federação Internacional de Futebol de Salão) et elle a été l’une des fédérations fondatrices de l'UEFS (Union Européenne de Futsal). 
En 1991, elle a même réussi à organiser les Championnats du Monde à Milan et en 1992 elle a participé au Championnat Européen organisés à Oporto (Portugal) par l’ancienne UEFS espagnole. En 1994, elle a participé pour la dernière fois à une Coupe du monde organisée par FIFUSA, en obtenant un résultat décevant : la nationale italienne s’est classifiée à la dernière place. 
En ce qui concerne les compétitions des clubs, de 1988 à 1998 la FIFS a inscrit à la Coupe des Champions des clubs les équipes vainqueurs du championnat national: pendant l’édition de 1991 l'AS Milan se classa septième, en 1992 et 1993 GS Danypel Milan a obtenu le même résultat, pendant qu'en 1995 le Sporting Turro a terminé le tournoi à la huitième place.
À la fin des années 1990, à cause de graves problèmes de santé du président Caminiti, la Fédération est restée en veille jusqu'en été 2009 quand, avec l'avènement d'Axel Paderni à la tête de la fédération, elle a repris son activité sportive. 
En 2009, elle a adhéré à l'International Futsal World League Association, créée en Suisse avec l’objectif de sauvegarder et promouvoir le monde de football en salle, en s’engageant à le faire pratiquer à un plus grand nombre d'athlètes. Actuellement, l’association comptait 15 pays: Bolivie, Brésil, Équateur, Égypte, El Salvador, France, Allemagne, Italie, Maroc, Nigeria, Pérou, Monaco, Principauté de Seborga, Suisse, Tunisie. L’histoire de cette association durera seulement 3 ans: en septembre 2012, après le déroulement de l’Euro Mediterranean Cup à Imperia (Italie), sa dissolution est décrétée.
En juillet 2012, par suite du Congrès Ordinaire  Mondial de l’AMF à Asuncion (Paraguay), la Fédération Italienne Football en Salle reçoit l’invitation par l’Association Mondiale de Futsal à faire partie de la scène mondiale: en octobre 2012, en fait, son entrée est ratifiée.
En 2017 la F.I.F.S prend part à la création de la nouvelle entité européenne reconnue par l'AMF, la Futsal European Federation (FEF).

## Manifestations en Italie
Chaque année la Fédération organise le championnat italien pour les équipes de club masculin et, en même temps, la « Coppa Italia » (Coupe d’Italie). Après les phases régionales qui se déroulent entre avril et mai, les vainqueurs de chaque regroupement se retrouvent en juin pour jouer le trophée dans une localité qui change chaque année (en 2012, c’était à Agrate Brianza). Les gagnants des deux événements s'affronteront pour la « Supercoppa Italiana » (Super Coupe d'Italie) au début de la saison successive.
| Année | Championnat         | Coupe                   |
| ----- | ------------------- | ----------------------- |
| 2012  | Ticinia Novara      | New Buffalo Cuggiono    |
| 2011  | Saturnio Moncalieri | Bar 3°Tempo Agrate B.   |
| 2010  | R3 Futsal Torino    | ODB Rescaldina          |
| 2009  | ASD Hickory Arcore  | AC Tenuta Carretta 1999 |
| 1998  | CSS Spurghi Milano  | ne pas disputée         |
| 1997  | CSS Spurghi Milano  | AS Sesto                |
| 1996  | Carrexpress Milano  | AS Sesto                |
| 1995  | Carrexpress Milano  | CSS Spurghi Milano      |
| 1994  | Carrexpress Milano  | Sporting Turroa         |
| 1993  | Danympel Milano     | Sporting Turro          |
| 1992  | Danympel Milano     | Sporting Turro          |
| 1991  | CSS Spurghi Milano  | Danympel Milano         |
| 1990  | Sporting Turro      | Danympel Milano         |
| 1989  | Sporting Turro      | Danympel Milano         |
| 1988  | Sporting Turro      | CSS Spurghi Milano      |

Au cours de la saison, différents tournois se déroulent: la coupe Lombardie et la Coupe masculin du Piémont, la Coupe féminine de l'Epiphanie, la Coupe du Carnaval et la Coupe de la Méditerranée et le Trophée San Rocco.
La Fédération est très attentif aux personnes handicapées, à tel point qu’elle a décidé de constituer une équipe nationale masculine de cette catégorie qui participe à plusieurs tournois et obtient même de bons résultats : de cette façon elle a l'occasion d'intégrer ceux qui sont souvent injustement discriminés. Ella a décidé d'organiser aussi un championnat national qui est leur dédié: le phases Centre/Nord et Centre/Sud se déroulent d’octobre à février, tandis qu’en avril on joue la Finale Nationale.
De plus, elle soutient l’activité de l'équipe nationale italienne de futsal AMF qui peut ainsi participer à plusieurs manifestations organisées par l’AMF, Association Mondiale de Futsal, et par ses affiliés.
Enfin, chaque année pendant le mois de novembre la Fédération organise un Congrès avec un sujet différent à propos de l’éducation, en invitant aussi représentants de renom du CIP (Comité Paralympique Italien).